# Tomoplagia minattai
Tomoplagia minattai är en tvåvingeart som beskrevs av Aczel 1955. Tomoplagia minattai ingår i släktet Tomoplagia och familjen borrflugor. Inga underarter finns listade i Catalogue of Life.